# 離岸解密

「開曼美食達人股份有限公司」的集團架構及統計，截至2017年12月31日，有超鏈接「國際調查記者同盟」的「離岸解密」。
參看這個交互式SVG的使用說明位於維基共享資源上的文件描述頁面.

離岸解密是指國際調查記者同盟（調查新聞記者國際聯盟）於2013年4月所公佈全球名知人士到避稅天堂開設公司的資料的事件，當中牽涉包括170多國的政治人物、藝術家及富豪等。
調查新聞記者國際聯盟指於2007年收到神秘人士提供的電腦硬碟，內藏260GB的資料，包括其中有200多萬份郵件以及近50萬份的PDF及表格等檔案，合共超過250萬份文件，內容關於超過10萬間企業開設離岸公司到避稅天堂避稅的資料。
調查新聞記者國際聯盟經過多年的查核，終於2013年起逐步公佈相關資料的分析報告，相關報告面世後，追使部分歐盟國家同意交換銀行資料，並在彼此間成立稅務資料自動交換機制。
2014年1月《天下雜誌》第540期公布，包括旺旺集團蔡家、富邦集團蔡家、頂新集團魏家、新光集團吳家、京城建設蔡家、台達電子鄭家、佳格食品曹家、和信集團辜家、中信金控辜家、聯合報系王家、達芙妮陳家、全興精機吳家等十二個家族，都持有非因企業經營需求的個人境外公司或信託。